# 銀河天堂
《銀河天堂》（日语：パラダイス銀河），是日本男子偶像團體光GENJI的第3張單曲和他們其中一首代表作。1988年3月9日分EP、單曲CD和卡帶三種形式發行。是1988年日本單曲銷量冠軍。
是自光GENJI的出道單曲《STAR LIGHT》和第2張單曲《玻璃的十代》之後，再一次由著名樂團恰克與飛鳥的成員飛鳥涼負責作曲作詞。發售首週初動30萬張，連續5個星期佔據Oricon單曲週榜首位。1988年銷量達87.4萬張，是全年單曲銷量冠軍，而且第二位的《玻璃的十代》、第三位的《鑽石颱風》、第七位的《劍之舞》也都是光GENJI的歌曲，是繼1978年的Pink Lady之後史上第二次壟斷Oricon單曲年榜前三位，直到2009年才由嵐第三次創下紀錄。
這首歌將光GENJI帶起的輪滑舞熱潮推向高峰，日本全國各地都有大量青少年因為光GENJI以《銀河天堂》位代表的連續幾首大熱歌曲而喜歡上輪滑。
獲得第30回日本唱片大賞金賞、編曲賞。被選為第61屆選拔高等學校棒球大會的入場行進曲。

## 收錄曲目
1. 銀河天堂
作詞、作曲：飛鳥涼；編曲：佐藤準
2. LONG RUN
作詞：飛鳥涼：作曲：CHAGE；編曲：佐藤準